# Гейльбют, Фердинанд
Фердинанд Гейльбют (нем. Ferdinand Heilbuth; 1826—1889) — немецкий живописец XIX века; один из первых членов Общества французских акварелистов.

## Биография
Фердинанд Гейльбют родился 27 июня 1826 года в городе Гамбурге семье немецкого еврея.
Получил художественное образование в своем родном городе. Сначала отличался уменьем писать костюмы и материи, потом совершенствовал своё мастерство в Париже и долго жил в Риме.

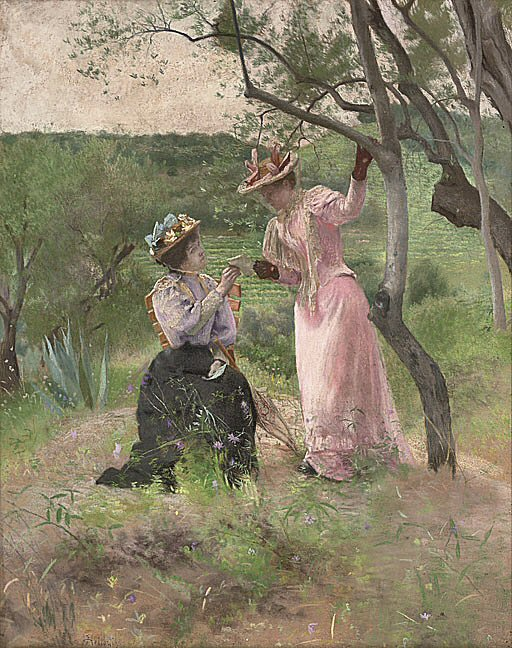

По возвращении из Италии в Париж принялся изображать сцены из жизни художников и великосветского быта прежних времен, вскоре обратившие на него общее внимание. Таковы были: "Приемный день у Рубенса" (1853), "Музыкальная репетиция у Палестрины" (1857), "Лука Синьорелли, взирающий на своего сына, убитого в драке и принесенного в монастырь" (1859), "Сын Тициана", "Аутодафе" (1861), "Т. Тассо в Ферраре" (1862), "Увенчание поэта-рыцаря Ульриха ф. Гуттена", "Отпущение смертных грехов в Петровском соборе в Риме", "Приемная кардинала", "Отъезд кардинала из Латранского собора" и другие.

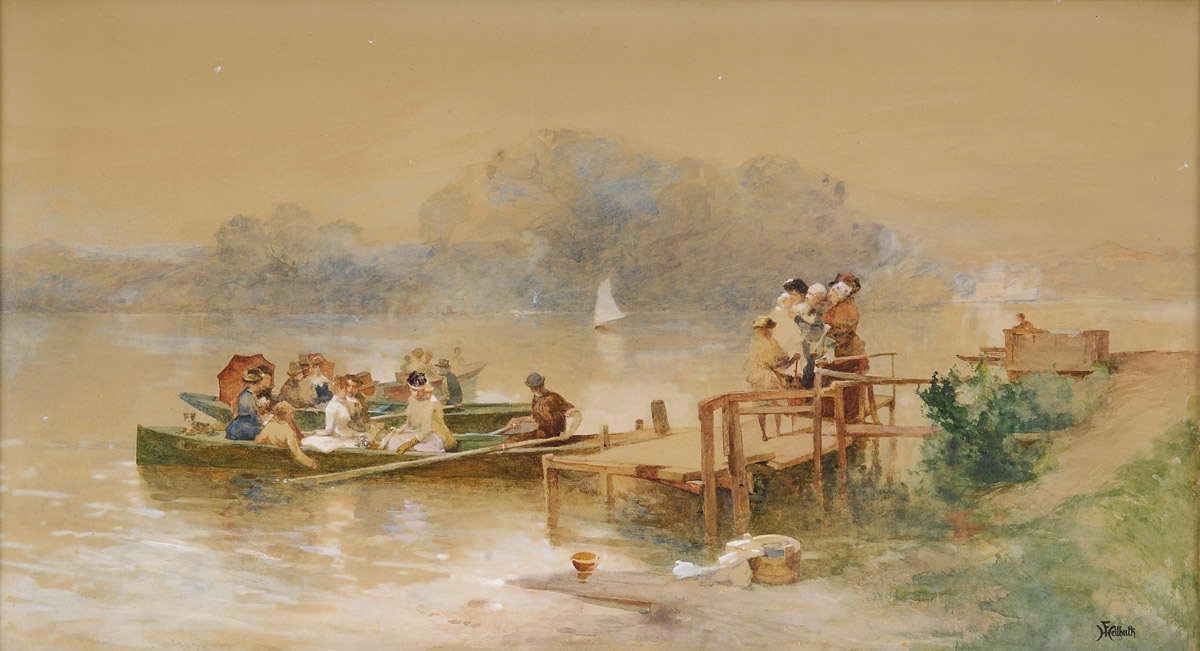

В 1870 году, когда вспыхнула война между Германией и Францией, Гейльбют, как немецкий уроженец, счел неудобным оставаться в Париже и переехал в столицу Великобритании город Лондон, где продолжал работать и выставлял свои картины, среди которых были превосходные: "Весна на берегах Сены", "Осень и Любовь". По окончании войны поселился снова в Париже на постоянное жительство и с 1878 года стал вновь выставляться во французских салонах.
С этих пор произошла перемена в направлении и манере его живописи: бросив историко-бытовые сюжеты, он превратился в плэнериста. Буживаль и берега Сены с её канотьерами и канотьерками, а отчасти и заготовленные в Лондоне этюды стали доставлять ему благодатный материал для прелестных, веселых картинок, полных воздуха и света, а также для еще более мастерских акварелей. Из числа подобных произведений особенную похвалу со стороны художественной критики заслужили: "Хорошая погода", "Lawn-Tennis", "Рекомендация", "Канотьеры в Буживале", "Летнее веселье", "Встреча", "Воспоминание о Темзе" и некоторые другие.
В первый период своей деятельности Гейльбют был известен как отличный портретист, писавший в манере Тициана и Рембрандта, но впоследствии живописец практически полностью отказался от этого жанра в живописи. Согласно ЭСБЕ: «Громкую репутацию он составил себе преимущественно необыкновенно сильными по краскам, сочными и изящными акварелями».
Фердинанд Гейльбют скончался 19 ноября 1889 года в Париже.